# Пепа Моллова
Пепа Маринова Моллова-Смоленова е български философ и политик. Зам.-председател на БЗНС „Александър Стамболийски“.

## Биография
Пепа Моллова е родена на 19 май 1954 година. Завършва СУ „Св. Климент Охридски“. Доктор по философия. Специализирала в САЩ, Канада и Германия. Била е гост-професор в университети в Канада, САЩ и Мексико, главен консултант в Компания за технологии и инвестиции – Пловдив, консултант – лектор в Европейски колеж по икономика и управление, началник на Политическия кабинет на министъра на транспорта в правителството на Сергей Станишев (2005 – 2009).